# Marko Bakić
Marko Bakić (Budva, 1 de noviembre de 1993) es un futbolista montenegrino que juega de centrocampista en el Persepolis F. C. de Irán.

## Carrera
Bakić comenzó su carrera en el FK Mogren donde jugó 33 partidos y marcó 5 goles. Allí jugó hasta 2012, cuando fue traspasado al Torino FC, donde sólo jugó un partido. Debutó en la Serie A con solo 19 años. Su proyección como futbolista hizo que la ACF Fiorentina le fichase en 2013. Aquí apenas jugó por lo que tuvo que marcharse cedido en dos ocasiones, la primera al Spezia Calcio donde jugó 21 partidos y marcó un gol, y su segunda cesión fue al CF Os Belenenses portugués donde jugó 12 partidos y marcó 3 goles. Esto le hizo promocionarse en la Liga NOS, y llamó la atención del SC Braga quien lo fichó en el año 2016.

### Alcorcón
El 31 de enero de 2017 fue fichado por la Agrupación Deportiva Alcorcón en calidad de cedido por el Sporting Clube de Braga en la ventana de fichajes del mercado de invierno.
Con el Alcorcón debutó el 4 de febrero cuando entró en el minuto 56 sustituyendo a Víctor Pérez. El 11 de febrero, en la siguiente jornada, marcó su primer y único gol con la camiseta del Alcorcón, un gol que supuso el (1-1) final ante el Club Gimnàstic de Tarragona. 
A final de temporada regresó al Sporting Clube de Braga tras producirse el final de su cesión.

### Belenenses
Tras su poca participación en el club de Braga a su vuelta, se tuvo que marchar cedido al Clube de Futebol Os Belenenses en enero de 2018.

### Mouscron
El 20 de agosto de 2018 el Royal Excel Mouscron anunció su incorporación cedido por una temporada.

## Clubes
| Club                         | País       | Año       |
| ---------------------------- | ---------- | --------- |
| F. K. Mogren                 | Montenegro | 2010-2012 |
| Torino F. C.                 | Italia     | 2012-2013 |
| ACF Fiorentina               | Italia     | 2013-2016 |
| Spezia Calcio (cedido)       | Italia     | 2014-2015 |
| C. F. Os Belenenses (cedido) | Portugal   | 2016      |
| S. C. Braga                  | Portugal   | 2016-2019 |
| A. D. Alcorcón (cedido)      | España     | 2017      |
| C. F. Os Belenenses (cedido) | Portugal   | 2018      |
| RE Mouscron (cedido)         | Bélgica    | 2018-2019 |
| RE Mouscron                  | Bélgica    | 2019-2022 |
| F. K. Budućnost Podgorica    | Montenegro | 2022-2023 |
| O. F. I. Creta               | Grecia     | 2023-2025 |
| Persepolis F. C.             | Irán       | 2025-     |